# Capella de la Mare de Déu de l'Ajuda
|  | Per al santuari homònim de Balenyà, vegeu Santuari de la Mare de Déu de l'Ajuda |

La Capella de la Mare de Déu de l'Ajuda és un edifici religiós situat al carrer de Sant Pere Més Baix, 18-20 de Barcelona, regentat pels frares Menors Caputxins des del 1884. La seva obertura a les necessitats del barri de Sant Pere fa que sigui un lloc de trobada per a diferents entitats, i per aquest motiu, el 2004 va rebre la Medalla d'Honor de Barcelona.

## Història i descripció

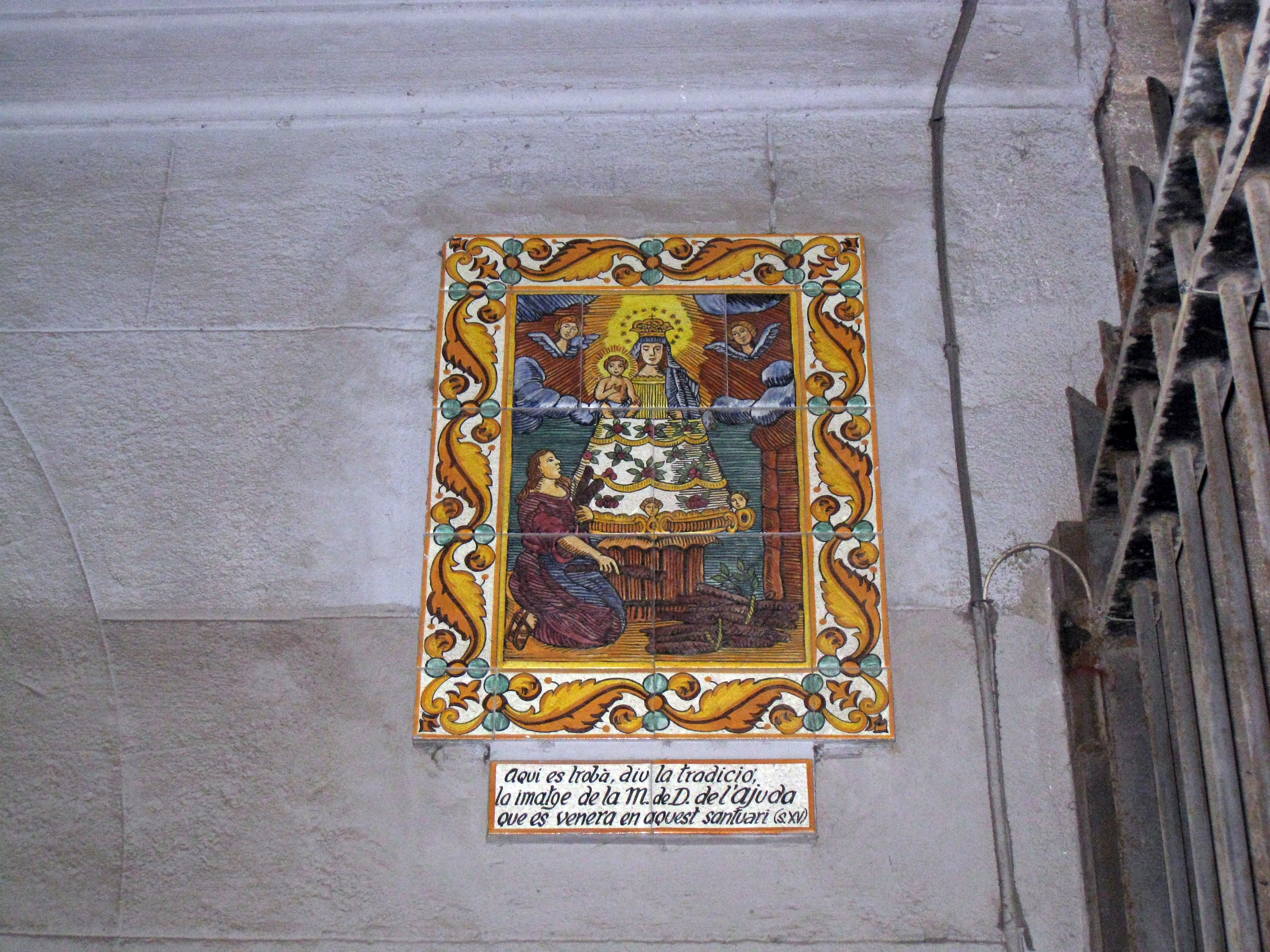
Rajola commemorativa de la capelleta de la Mare de Déu de l'Ajuda al carrer de la Volta de la Perdiu

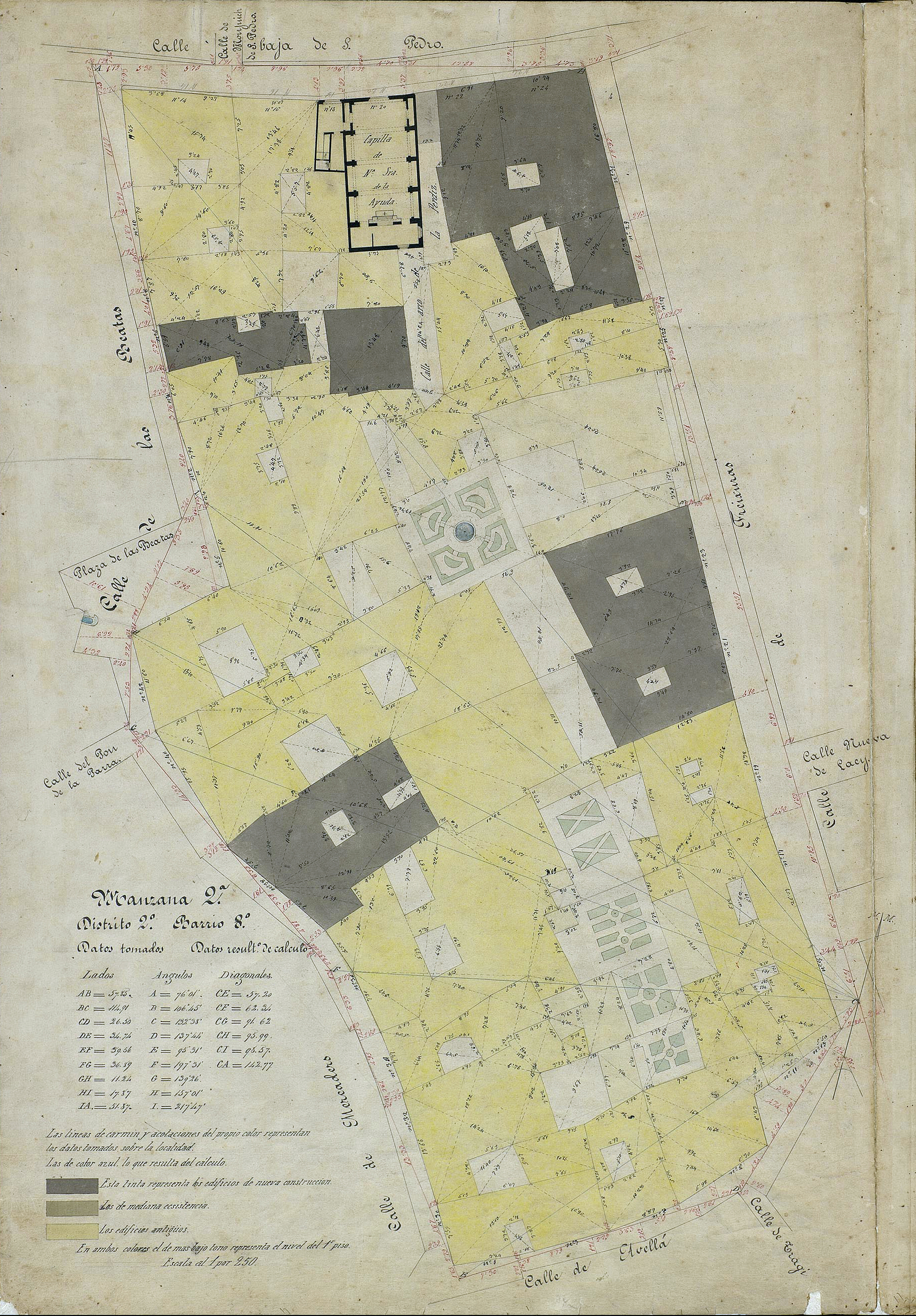
Quarteró núm. 29a de Garriga i Roca (c. 1860)

Té els seus orígens al segle xiv com una modesta capelleta amb la imatge de la Mare de Déu. El 1546 s'hi construí el primer santuari i el 1609 es fundà l'Arxiconfraria de la Mare de Déu de l'Ajuda.
El 1797, els obrers de la capella van presentar un projecte de reedificació, que incloïa una portada monumental amb una capelleta. El 1799, amb l'edifici a mig construir, van presentar un nou projecte de la façana principal, amb un portal flanquejat amb pilastres corínties i coronat per un frontó, on es pot llegir la data 1800. Segons el baró de Maldà,
les obres foren dirigides pel mestre de cases Josep Ausich i Mir.
El 1909, el santuari va ser incendiat durant la Setmana Tràgica, però la imatge se salvà, tot i que parcialment destruïda. El 1912 fou reconstruït sota la direcció de l'arquitecte Bonaventura Bassegoda i Amigó i tornat a incendiar el 1936. Acabada la Guerra Civil, va ser restaurat de nou.